# 오딜롱 코수누
쿠아쿠 오딜롱 도르겔레스 코수누(프랑스어: Kouakou Odilon Dorgeless Kossounou, 2001년 1월 4일 ~ )는 코트디부아르의 축구 선수로, 현재 세리에 A의 아탈란타와 코트디부아르 국가대표팀에서 센터백과 라이트백으로 활약하고 있다.

## 구단 경력

### 초기 경력
코수누는 아비장에 있는 ASEC 미모자의 아카데미에서 선수 생활을 시작했다. 2016년 청소년 토너먼트 고티아컵에서 발견된 후, 그는 처음으로 스웨덴의 알스벤스칸 클럽 함마르뷔와 함께 훈련하도록 초대 받았다. 그는 이후 몇 년 동안 수많은 기회를 통해 클럽을 방문했다.

### 함마르뷔 IF
2019년 1월 11일, 18세 생일 직후, 코수누는 함마르뷔와 4년 계약을 맺었다. 2월 18일, 그는 국내 주요 컵인 스웨덴컵에서 데뷔 전을 치렀고, 마츠 솔헴이 3-0으로 이긴 바르베르그스 BoIS와의 경기에서 도움을 기록했다. 코수누는 알스벤스칸에서 9번의 리그 경기에 출전했는데, 특히 IFK 노르셰핑과의 홈 경기에서 2-2로 비긴 경기에서 최우수 선수로 선정되었다. 2019년 5월 8일, 함마르뷔는 같은 해 7월 1일 벨기에 클럽 클뤼프 브뤼허와 코수누의 이적에 합의했다. 클럽은 약 4백만 유로(약 4,400만 SEK)의 기록적인 이적료를 받았고, 보너스에 따라 더 높은 금액으로 10% 매각 조항을 더한 것으로 알려졌다.

### 클뤼프 브뤼허
2019년 7월 1일, 코수누는 클뤼프 브뤼허로의 이적을 완료했다. 클럽에서의 첫 시즌에 코수누는 2020년 4월, 벨기에의 코로나19 범유행으로 인해 프로 리그가 축소되면서 클뤼프 브뤼허가 챔피언으로 선언됨에 따라 리그 우승 메달을 획득했다.

### 바이어 레버쿠젠
2021년 7월 22일, 코수누는 분데스리가의 바이어 레버쿠젠과 2,300만 유로의 이적료에 5년 계약을 체결했다.
2024년 8월 28일, 코수누는 세리에 A의 아탈란타에 임대로 합류하여 옵션을 구매했다.

## 국가대표팀 경력
코수누는 2020년 10월 8일, 1-1로 비긴 벨기에와의 친선 경기에서 코트디부아르 국가대표팀에 데뷔했다.
코수누는 2021년 아프리카 네이션스컵에 참가한 코트디부아르 선수단의 일원으로, 조별 리그에서 알제리를 상대로 3-1 승리를 거둔 경기에서 선발로 2경기에 출전했다.
2023년 12월, 코수누는 2023년 아프리카 네이션스컵에 참가할 코트디부아르 선수단에 이름을 올렸다. 그는 코트디부아르가 나이지리아를 상대로 2-1로 이긴 결승전을 포함하여 3경기에 선발 출전했다.

## 플레이 스타일
코수누는 일반적으로 센터백으로 활약하며 긴 팔다리를 다루는 데 탁월하며, 뛰어난 개입 타이밍은 유럽에서 가장 높은 태클 성공률 중 하나이다.

## 수상
바이어 레버쿠젠
- 분데스리가 : 2023-24[19]
- DFB-포칼 : 2023-24
- DFL-슈퍼컵 : 2024[20]

코트디부아르
- 아프리카 네이션스컵 : 2023[21]